# Alula Borealis
Alula Borealis eller Ny Ursae Majoris (ν  Ursae Majoris, förkortat Ny UMa, ν UMa) som är stjärnans Bayerbeteckning, är en dubbelstjärna belägen i den södra delen av stjärnbilden Stora Björnen. Den har en skenbar magnitud på 3,49 och är synlig för blotta ögat. Baserat på parallaxmätning inom Hipparcosuppdraget på ca 8,2 mas, beräknas den befinna sig på ett avstånd av ca 400 ljusår (ca 122 parsek) från solen.

## Nomenklatur
Ny Ursae Majoris har det traditionella namnet Alula Borealis. Alula (som delats med Xi Ursae Majoris) kommer från den arabiska frasen Al Ḳafzah al Ūla ”den första källan”, och Borealis är latin för "norra sidan".  År 2016 organiserade Internationella astronomiska unionen en arbetsgrupp för stjärnnamn (WGSN) med uppgift att katalogisera och standardisera riktiga namn för stjärnor. WGSN:s första bulletin i juli 2016 innehåller en tabell över de första två satserna av namn som fastställts av WGSN och där Alula Borealis anges för denna stjärna.

## Egenskaper
Ny Ursae Majoris är en orange till röd jättestjärna av spektralklass K3 III. Den har en radie som är ca 57 gånger större än solens radie och utsänder från dess fotosfär ca 775 gånger mer energi än solen vid en effektiv temperatur på ca 4 000 K. Den har en optisk följeslagare av 10:e magnituden som är separerad med 7,1 bågsekunder.